# Brantingham
Brantingham är en ort och civil parish i Storbritannien.   Den ligger i kommunen East Riding of Yorkshire och riksdelen England, i den sydöstra delen av landet, 250 km norr om huvudstaden London. Brantingham ligger 33 meter över havet och antalet invånare är 370.
Terrängen runt Brantingham är platt. Runt Brantingham är det ganska tätbefolkat, med 139 invånare per kvadratkilometer. Närmaste större samhälle är Kingston upon Hull, 15,9 km öster om Brantingham. Trakten runt Brantingham består till största delen av jordbruksmark.